# مصطفی زارعی
مصطفی زارعی (زادهٔ ۱۳۳۸ در بنجیر) نمایندهٔ حوزهٔ انتخابیهٔ سروستان در دورهٔ پنجم مجلس شورای اسلامی بوده‌است.